# Frekvens

Tre cykliskt blinkande ljus, från lägsta frekvensen (överst) till högsta frekvensen (nederst). För varje ljus är "f" frekvensen i hertz (Hz) – vilket innebär hur många gånger per sekund (det vill säga cykler per sekund) det blinkar - medan "T" är blinkningarnas period i sekunder (s), vilket innebär att antal sekunder per cykel. Varje T och f är reciproka.

Sinusvågor med olika frekvens. Vågen längst ner har högst frekvens och vågen längst upp har lägst. Den horisontella axeln representerar tid.

Frekvens är en storhet för antalet repeterande händelser inom ett givet tidsintervall. För att beräkna frekvensen fixerar man ett tidsintervall, räknar antalet förekomster av händelsen och dividerar detta antal med längden av tidsintervallet. Resultatet anges i SI-enheten hertz (Hz) efter den tyske fysikern Heinrich Rudolf Hertz, där 1 Hz är en händelse som inträffar en gång per sekund. Äldre svensk beteckning är perioder per sekund, p/s. Alternativt kan man mäta tiden mellan två förekomster av händelsen ((tids)perioden) och därefter beräkna periodens reciproka värde:
{\displaystyle {\frac {1}{\text{periodtid}}}={\text{frekvens}}}

## Vågfrekvens
Vid frekvensmätning av ljud, elektromagnetiska vågor (som till exempel radio eller ljus), elektriska signaler eller andra vågor, är frekvensen i Hertz antalet cykler av den repeterande vågformen per sekund.
En vågs frekvens är omvänt proportionell mot våglängden eller periodtiden. Om frekvensen kallas f, våghastigheten v, våglängden λ och periodtiden T kan det uttryckas som:
{\displaystyle f={\frac {v}{\lambda }}={\frac {1}{T}}}
Frekvens är bland annat ett uttryck för antalet svängningar per sekund som en kropp, till exempel en sträng eller stämgaffel, gör. Ju fler svängningar per sekund, desto högre blir tonen. Frekvens mäts i Hertz. 1 Hertz = 1 svängning per sekund.

## Statistisk frekvens
I statistik är frekvensen eller den absoluta frekvensen av någon händelse helt enkelt antal gånger som händelsen observeras i experimentet eller undersökningen. Dessa frekvenser åskådliggörs ofta grafiskt i histogram. Den relativa frekvensen är den andel av gångerna som händelsen observeras, det vill säga den absoluta frekvensen delat med det totala antalet observationer.

## Elektricitet
För bland annat distribution av elkraft används växelström med en viss frekvens.
I Europa är elsystemets normalfrekvens är 50 Hz.
I USA och somliga andra länder är normalfrekvensen i elnäten 60 Hz.